# Kopparvallen
Il Kopparvallen è uno stadio di calcio situato ad Åtvidaberg, in Svezia.
Ospita le partite casalinghe del Åtvidaberg FF, in Allsvenskan. L'impianto può contenere 8 000 spettatori. La tribuna principale è stata costruita nel 1930 ed è oggi marcata "K", quindi non può essere demolita o spostata in quanto edificio di interesse culturale e storico. Prima dell'inizio dell'Allsvenskan 2012 è stata costruita un'altra tribuna sul lato opposto, in grado di ospitare 2 000 persone.
Su questo campo hanno giocato atleti del calibro di Ralf Edström, Roland Sandberg, Conny Torstensson, Jürgen Klinsmann e Pelé.